# Етьєн Марсель (станція метро)
48°51′49″ пн. ш. 2°20′55″ сх. д. / 48.863494658977° пн. ш. 2.3486698400444° сх. д.
Етьєн Марсель (фр. Étienne Marcel) — станція на лінії 4, Паризький метрополітен.
Розташована на північному сході 1-го округу.
Найменована по вулиці Етьєн Марсель, що найменована на честь французького середньовічного політика Етьєна Марселя. Розташована у І тарифній зоні.
В 2019 році пасажирообіг станції склав 2 676 549 осіб, що ставить її на 195 місце серед станцій метро з 302.

## Конструкція
Односклепінна глибокого закладення з двома береговими прямими платформами типу горизонтальний ліфт.

## Історія
- 21 квітня 1908: відкриття станції у складі пускової черги лінії 4 Шатле — Порт-де-Кліньянкур.

## Пересадки
- Автобус: 29

## Визначні місця
- Церква Сент-Есташ
- Центральний поштамт дю-Лувр[fr]
- Вежа Жан-Санс-Пюр[en]